# لويستاون (مونتانا)
لويستاون، مونتانا
هي مدينة في ولاية مونتانا الأمريكية

## التركيبة السكانية
قام مكتب تعداد الولايات المتحدة بتحديد بيانات التركيبة السكانية للويستاون في تعداد الولايات المتحدة. في ما يلي، التركيبة السكانية حسب تعدادي 2000 و2010.

### تعداد عام 2000
بلغ عدد سكان لويستاون 5,813 نسمة بحسب تعداد عام 2000، وبلغ عدد الأسر 2,594 أسرة وعدد العائلات 1,507 عائلة مقيمة في المدينة.
وتوزع التركيب العرقي للمدينة بنسبة 96.53% من البيض و1.41% من الأمريكيين الأصليين و0.34% من الأمريكيين ذوي الأصول الآسيوية و0.07% من الأمريكيين الأفارقة و1.51% من عرقين مختلطين أو أكثر.
بلغ عدد الأسر 2,594 أسرة كانت نسبة 26.1% منها لديها أطفال تحت سن الثامنة عشر تعيش معهم، وبلغت نسبة الأزواج القاطنين مع بعضهم البعض 46.5% من أصل المجموع الكلي للأسر، ونسبة 8.6% من الأسر كان لديها معيلات من الإناث دون وجود شريك، وكانت نسبة 41.9% من غير العائلات. تألفت نسبة 37.7% من أصل جميع الأسر من أفراد ونسبة 18.4% كانوا يعيش معهم شخص وحيد يبلغ من العمر 65 عاماً فما فوق. وبلغ متوسط حجم الأسرة المعيشية 2.88، أما متوسط حجم العائلات فبلغ 2.18.
بلغ العمر الوسطي للسكان 43 عاماً. وكانت نسبة 23.5% من القاطنين تحت سن الثامنة عشر، وكانت نسبة 6.8% بين الثامنة عشر والأربعة وعشرون عاماً، ونسبة 23.2% كانت واقعةً في الفئة العمرية ما بين الخامسة والعشرين حتى الرابعة والأربعين عاماً، ونسبة 23.6% كانت ما بين الخامسة والأربعين حتى الرابعة والستين، ونسبة 22.8% كانت ضمن فئة الخامسة والستين عاماً فما فوق. يوجد لكل 100 أنثى 87.5 ذكر، ويوجد لكل 100 أنثى في الثامنة عشر من عمرها فما فوق 84.4 ذكر.
بلغ متوسط دخل الأسرة في المدينة 28,949 دولار، أما متوسط دخل العائلة فبلغ 36,888 دولار. وكان متوسط دخل الذكور 30,231 دولار مقابل 20,019 دولار للإناث. وسجل دخل الفرد الخاص بالمدينة 16,817 دولار. وكانت نسبة 9.0% من العائلات ونسبة 13.6% من السكان تحت خط الفقر، وكان من هؤلاء نسبة 17.3% تحت سن الثامنة عشر ونسبة 12.0% في الخامسة والستين من العمر وما فوق.

### تعداد عام 2010
بلغ عدد سكان لويستاون 5,901 نسمة بحسب تعداد عام 2010، وبلغ عدد الأسر 2,761 أسرة وعدد العائلات 1,512 عائلة مقيمة في المدينة. في حين سجلت الكثافة السكانية 1,109.2 نسمة لكل ميل مربع (428.3/كم2). وبلغ عدد الوحدات السكنية 3,007 وحدة بمتوسط كثافة قدره 565.2 لكل ميل مربع (218.2/كم2).
وتوزع التركيب العرقي للمدينة بنسبة 95.4% من البيض و1.7% من الأمريكيين الأصليين و0.4% من الأمريكيين ذوي الأصول الآسيوية و0.3% من الأمريكيين الأفارقة و2.0% من عرقين مختلطين أو أكثر.
بلغ عدد الأسر 2,761 أسرة كانت نسبة 23.7% منها لديها أطفال تحت سن الثامنة عشر تعيش معهم، وبلغت نسبة الأزواج القاطنين مع بعضهم البعض 42.7% من أصل المجموع الكلي للأسر، ونسبة 8.3% من الأسر كان لديها معيلات من الإناث دون وجود شريك، بينما كانت نسبة 3.7% من الأسر لديها معيلون من الذكور دون وجود شريكة وكانت نسبة 45.2% من غير العائلات. تألفت نسبة 39.8% من أصل جميع الأسر من أفراد ونسبة 18.8% كانوا يعيش معهم شخص وحيد يبلغ من العمر 65 عاماً فما فوق. وبلغ متوسط حجم الأسرة المعيشية 2.78، أما متوسط حجم العائلات فبلغ 2.07.
بلغ العمر الوسطي للسكان 45.4 عاماً. وكانت نسبة 20.4% من القاطنين تحت سن الثامنة عشر، وكانت نسبة 6.5% بين الثامنة عشر والأربعة وعشرون عاماً، ونسبة 22.6% كانت واقعةً في الفئة العمرية ما بين الخامسة والعشرين حتى الرابعة والأربعين عاماً، ونسبة 28.9% كانت ما بين الخامسة والأربعين حتى الرابعة والستين، ونسبة 21.7% كانت ضمن فئة الخامسة والستين عاماً فما فوق. وتوزع التركيب الجنسي للسكان بنسبة 49.2% ذكور و50.8% إناث.